# Christine Schmid
Christine Schmid  (* 1969 in Basel) ist eine Sängerin und Akkordeonistin aus der Nordwestschweiz. Sie ist in dem Dreiländereck Schweiz/Frankreich/Deutschland aktiv.

## Leben
Christine Schmid wuchs in Rheinfelden auf, wo sie auch ihr Abitur machte. Sie lernte mit drei Jahren das Akkordeonspielen und hatte seit 1985 verschiedene Soloauftritte, zunächst als Akkordeonistin. Sie studierte Wirtschaftswissenschaften an der Universität Lausanne in französischer Sprache bis zum Abschlussdiplom. Ihre musikalische Ausbildung vertiefte sie im Fach Gesang ab 1991 an der Opernwerkstatt am Konservatorium Basel. Anschliessend bildete sie sich an der Jazzschule Basel im Bereich Gesang und Klavier weiter, studierte 1995 bis 1997 moderne Akkordeonstilistik bei Hans Günther Kölz am Hohner-Konservatorium in Trossingen und besuchte 1998 die Jazz-Varieté-Schule in Paris.
Ihre Stimme bildete sie im klassischen Belcanto-Fach in Italien weiter bei Alfredo Zanazzo, dem Lehrer Andrea Bocellis. Sie debütierte in Italien als Sopranistin in der Hauptrolle in Aida und Tosca und präsentiert mit diversen Orchestern und Pianisten ihr Oper-, Operetten- und Musical-Repertoire. Neben der Musik arbeitete Christine Schmid auch als Model (u. a. für Tissot, Edeka und Quelle), Mannequin und Schauspielerin: als Bettina in dem Kurzfilm «Sophie und das Hohelied».
Nach Ausflügen ins unterhaltende Fach und Fernsehauftritten mit der Gruppe Die Schäfer in der Sendung Fröhlicher Alltag des Südwestrundfunks folgten Konzerte am New Orleans Jazz Festival und als Marlene Dietrich im Musical Edith Piaf. In der SWR-Sendung Kaffee oder Tee vom 31. März 2017 hatte sie einen Fernsehauftritt mit Präsentation ihrer neuen CD Paris–Berlin. Diese enthält klassische französische Chansons, die sie ins Deutsche übersetzt hat.
Schmid tritt als Solistin mit Gesang und Akkordeon auf mit ihrem französisch/deutschen Chanson- und Tango-Repertoire, hat eine eigene 30er-Jahre-Revue mit dem Pianisten Florian Metz und ein Gypsy-Programm im Duo mit dem Gitarrenvirtuosen Gaetano Siino.
Neben der Musik arbeitet sie als Sprech- und Kommunikations-Trainerin und macht Moderationen und Präsentationen.

## Diskografie
- 2017: Paris–Berlin. RecordJet. CD mit 14 Liedern, Klassiker des Chansons neu übersetzt.[12]

## Auszeichnungen
- 2012: Grenzlandkulturpreis der Deutsch-Französischen Gesellschaft Lörrach.[13][14]